# Лазарь (старообрядческий учитель)
Лазарь (ум. 14 (24) апреля 1682) — деятель раннего старообрядчества, священник, автор ряда религиозных трудов; один из пустозерских страдальцев.

## Биография
Лазарь некоторое время был священником в городе Романове-на-Волге. Примыкал к «Кружку ревнителей благочестия». При патриархе Иосифе принимал участие в исправлении церковных книг, но был отстранён патриархом Никоном. Тогда он «начал свободным языком проповедовать древлецерковное благочестие и изобличать Никоновы новшества» и был в 1653 году сослан в Тобольск, одновременно с Аввакумом Петровым.
Когда в Москву собрались восточные патриархи для суда над Никоном, из Сибири привезены были и первые расколоучители, чтоб судить и их. Незадолго до того Лазарь составил челобитную, которую переслал царю, а царь передал собору. На соборе, как известно, обе стороны остались при своём мнении, соглашения не последовало; Аввакум вёл себя на соборе крайне резко, Лазарь — более сдержанно; Аввакум бранил архиереев, Лазарь предлагал, чтобы в доказательство истинности его исповедания его ввергли в огонь, утверждал, что Бог сохранит его невредимым и этим покажет, кто правильно толкует спорные вопросы.
17 июля 1667 года, Аввакум, Лазарь, Феодор и Епифаний были приговорены к ссылке в Пустозерск; троим последним при этом были «урезаны языки». Из Пустозерска сосланные расколоучители вели довольно деятельную пропаганду, рассылая сообща составленные послания в ответ на запросы, с какими к ним письменно многие обращались. Местные власти преследовали эту переписку и, открывая её, подвергали заключённых, по словам Лазаря, разным мучениям, морили их голодом и холодом; Лазарь сообщал и о чудесах, которые над ним совершались — например, о том, будто ему являлся пророк Илия и с него спадали оковы.
В посланиях, адресованных царю, в 1668 году Лазарь по-прежнему настаивал на правоте своего исповедания и утверждал, что если ему дадут «очную ставку с новолюбными книжниками», он обличит их ересь; в послании к патриарху Иоакиму Лазарь просит и утверждает то же. Послания его написаны значительно спокойнее, чем писал Аввакум, и обличают в нём опытного и сведущего начётчика; в общем же Лазарь ближе всех других из первых расколоучителей был к Аввакуму и эту близость сохранил, когда начались несогласия и раздоры между заключёнными в Пустозерске. Упомянутые послания навлекли на них новую беду: в 1670 году, после более резких посланий Аввакума, в Пустозерск прибыл стрелецкий голова Елагин, спросил их, не раскаиваются ли они — и после дерзких ответов Аввакума, он был подвергнут тяжёлому заключению, Епифанию и Феодору усекли руку и язык, а Лазарю вторично язык — последнюю беду навлекли на себя расколоучители, распуская вести о чудесном исцелении пострадавших после первого наказания в Москве.
Новое наказание, конечно, не уменьшило рвения мучеников; напротив, тон посланий, которые продолжали распространяться, становится всё более и более страстным, усиливаются и нападки на царя. Собственно автором их являлся Аввакум, но Лазарь во всём был с ним согласен и принимал участие в составлении посланий. В послании к царю Фёдору Алексеевичу было сказано о царе Алексее Михайловиче: «в муках он сидит, слышал я от Спаса, то ему за правду». Было повелено: «за великие на царский дом хулы сжечь их». Приговор был приведён в исполнение в Пустозерске, в особо сооруженном на площади города срубе.
Сочинения Лазаря были напечатаны в IV томе «Материалов для истории раскола»; среди них «Щит православия» (1675) и «Духовное дело святейшего патриарха».